# Iberina ljovuschkini
Iberina ljovuschkini är en spindelart som beskrevs av Pichka 1965. Iberina ljovuschkini ingår i släktet Iberina och familjen panflöjtsspindlar. Inga underarter finns listade i Catalogue of Life.